# 幕末の三剣士
幕末の三剣士（ばくまつのさんけんし）とは、剣術の腕前が特に優れた幕末期の3人の剣士。後世の選。天保の三剣豪ともいう。2人までは確定しているが、3人目を誰とするかで説が分かれる。
- 男谷信友（直心影流）
- 島田虎之助（直心影流）
- 以下のいずれか。
  - 大石進（大石神影流）
  - 比留間与八（甲源一刀流）